# Contea autonoma manciù di Yitong
La contea autonoma manciù di Yitong (伊通满族自治县S, Yītōng Mǎnzú ZìzhìxiànP) è una contea della Cina, situata nella provincia di Jilin e amministrata dalla prefettura di Siping.